# Eparchia di Adiabene
L'eparchia di Adiabene (in latino: Eparchia Adiabensis Syrorum) è una sede della Chiesa cattolica sira in Iraq. Nel 2022 contava 100 battezzati. È retta dall'arcieparca (titolo personale) Nathanael Nizar Wadih Semaan.

## Territorio
L'eparchia include i governatorati di Sulaymaniyya, Arbil e Dahuk nel Kurdistan iracheno. Il nome Adiabene deriva dall'antica denominazione della regione, in siriaco Ḥadyab.
Sede eparchiale è la città di Erbil, dove si trova la cattedrale della Regina della Pace.
Il territorio è suddiviso in 5 parrocchie.

## Storia
L'istituzione dell'eparchia è stata stabilita durante il sinodo della Chiesa cattolica sira celebrato tra il 17 e il 22 giugno 2019, ricavandone il territorio dall'arcieparchia di Mosul dei Siri; l'eparchia è stata formalmente eretta con decreto del patriarca del 28 giugno 2019. La Santa Sede ha dato comunicazione dell'erezione il 30 agosto 2019.

## Cronotassi dei vescovi
Si omettono i periodi di sede vacante non superiori ai 2 anni o non storicamente accertati.
- Nathanael Nizar Wadih Semaan, dal 28 giugno 2019

## Statistiche
L'eparchia nel 2022 contava 100 battezzati.
| anno | popolazione | popolazione | popolazione | presbiteri | presbiteri | presbiteri | presbiteri                | diaconi | religiosi | religiosi | parrocchie |
| anno | battezzati  | totale      | %           | numero     | secolari   | regolari   | battezzati per presbitero | diaconi | uomini    | donne     | parrocchie |
| ---- | ----------- | ----------- | ----------- | ---------- | ---------- | ---------- | ------------------------- | ------- | --------- | --------- | ---------- |
| 2020 | ?           | ?           | ?           | 7          | 7          |            | ?                         | 1       |           |           | 6          |
| 2022 | 100         | ?           | ?           | 55         | 5          |            | 20                        | 1       |           |           | 5          |